# István Avar (attore)
István Avar (Egercsehi, 20 marzo 1931 – Budapest, 13 settembre 2014) è stato un attore ungherese.

## Filmografia
- I disperati di Sandór (Szegénylegények), regia di Miklós Jancsó (1966)
- I muri (Falak), regia di András Kovács (1968)
- Giorni freddi (Hideg napok), regia di András Kovács (1968)
- Szemüvegesek, regia di Sándor Simó (1969)